# Щоденник. Re: make

Обкладинка книжки проєкту

Літературно-мистецький проєкт «Щоденник. Re: make» (можливе вживання також «Рімейк щоденник», «Щоденник. Рімейк», Re: make щоденник") — друга спроба колективного текстотворення трьох тематичних блоків про кохання, час та тіло, об'єднаних спільною концепцією. Такий собі експеримент з інтуїтивного конструювання сюжетної лінії, схожий із раніше реалізованим проєктом «Щоденник», однак має деякі відмінності у правилах.

## Мета
Після презентації книжки «Щоденник», організаторів запитували чи буде продовження, адже концепція виявилася цікавою і були охочі спробувати себе в ній. Організаторами було прийнято рішення зробити другу спробу, розширивши формат проєкту до всеукраїнського і збільшивши кількість учасників.
Проєкт мав на меті знайти та поєднати талановиту молодь довкола однієї концепції, створити умови для реалізації культурно-мистецьких заходів та самореалізації молодих письменників. Також популяризувати сучасну українську мову та літературу. Завдяки участі у проєкті провідних українських письменників вдалося привернути більшу увагу молоді до творчості.

## Структура і вміст
Спільним для всіх частин проєкту є:
- Мова проєкту — українська.
- Обсяг розділу — до 5 тисяч знаків з пробілами.
- У прозових текстах авторам дозволялося використовувати віршовані вставки у тексті чи епіграфи (за потреби).
- Для участі в проєкті учасники подавали на розгляд організаторам пробний текст на одну з тем трьох частин: «кохання», «часу» чи «тіла».
- Учасники отримали допуск до проєкту після їхнього затвердження експертною групою за результатами пробних текстів (нагадаємо, що експертами виступили Ірен Роздобудько, Андрій Кокотюха та Оксана Тищенко).

Частина 1. «Дванадцять місяців кохання»
- 12 дописувачів. Символічно: за кількістю місяців у році.
- Номер розділу частини відповідав такому ж місяцю року. Наприклад, 8 розділ — серпень, 12 розділ — грудень.
- Головний герой — кохання, календарний місяць.
- Кожен наступний учасник бачив усі тексти попередників, а далі самостійно продовжував сюжет, починаючи свій текст з останнього речення попереднього учасника.

Частина 2. «У Києві нуль годин»
- 24 дописувачі (символічно: за кількістю годин у добі).
- Кожен наступний розділ починався з частини чи цілого останнього речення попередника, а далі учасник продовжував власний сюжет.
- Головний герой — час.
- Номер розділу частини відповідав такій же годині доби (напр.: розділ 3 = 3 год., 16 розділ = 16 год.).
- Кожен учасник бачив три попередні розділи перед своїм текстом.

У проєкті брало участь 25 учасників замість 24. На думку організаторів, в 24 розділі сюжет не був повністю завершений, тож було введено 25-ту годину.
Частина 3. «Температура тіла»
- 48 дописувачів (36+12). Середня нормальна температура тіла людини 36,6°С. А в нас вийшло 37,2°С, тому що в проєкті одразу два «блоки» письменників — чоловічий та жіночий. Тобто, 36 учасників та 12 письменників.
- Був один, спільний для всіх, епіграф: «Я відкриваю тіло через дотик».
- Кожен учасник визначав, яке слово (словосполучення) було ключовим у його розділі. Він його виділяв у своєму тексті жирним курсивом.
- Наступний дописувач використовував у своєму тексті слово (словосполучення) свого попередника (виділяв курсивом) та визначав своє ключове слово для наступного учасника.
- Учасники бачили три написані розділи перед їхнім, а далі самостійно продовжували сюжет.
- Головний герой — тіло.
- «Блок» письменників був написаний за аналогічним принципом: виділення у своєму тексті ключового слова, використання фрази попередника. Проте письменники бачили усі тексти, написані перед їхнім текстом.

Інформаційну підтримку проєкту забезпечує ресурс A-news.
Блок письменників
На відміну від проєкту «Щоденник», у «Re: make'у» є два блоки письменників — чоловічий та жіночий. Організатори хотіли простежити як відрізнятиметься розвиток сюжету в залежності від ґендерної приналежності учасників.
Чоловічий «блок»: Олег Короташ, Дмитро Лазуткін, Максим Кідрук, Любко Дереш, Владислав Шубєнков, Павло Коробчук.
Жіночий «блок» — Ірина Цілик, Богдана Матіяш, Альбіна Позднякова, Галина Крук, Світлана Богдан, Ірина Шувалова.
Хронологія:
2 лютого 2011 року — почався відбірковий етап до проєкту
квітень — червень 2012 року — тривала робота над текстами
жовтень 2012 року — проєкт було зверстано і підготовлено до друку
18 грудня 2012 року — відбулася перша презентація проєкту у м. Києві в Науковій бібліотеці НПУ імені М. П. Драгоманова. На презентації буди переважно учасники проєкту.
20 лютого 2013 року — проєкт презентовано у книгарні «Є» м. Києва широкому колу читачів.
1 березня 2013 року — проєкт презентований у книгарні «Є» м. Львова.
Із лютого 2013 року по червень 2014 року книгу можна було придбати в мережі книгарень «Є» у всіх містах України.
Сьогодні книгу можна знайти в бібліотеках міста Києва та на точках буккросингу.

## Творці
- Автор ідеї: Олександр Козинець — Автор проєктів «Щоденник», «Щоденник. Re: make», ПРОдайте їсти. Поет, есеїст, музикант. Публікувався в різних колективних виданнях, в літературних газетах та журналах, студентських збірках. Автор добірки «Чай з холодним дощем». Працює викладачем в Національному педагогічному університеті імені М. П. Драгоманова.
- Куратор проєкту: Сергій Русаков — Кульутролог, есеїст. Головний редактор газети «Педагогічні кадри», журналіст тижневика «Освіта», член НСЖУ. Автор збірок «Філософія туги» та «Келих імпульсів», куратор та упорядник проєктів «ЩОДЕННИК», «Щоденник. Re: make», «ПРОдайте їсти». Викладач кафедри культурології Інституту філософської освіти і науки Національного педагогічного університету імені М. П. Драгоманова,
- Куратор проєкту: Ірина Бочар — випускниця Інституту міжнародних відносин Київського національного університету імені Тараса Шевченка, стипендіат програми «Завтра.UA» (Фонд Віктора Пінчука), координатор соціального проєкту «Дитина з Місяця», куратор третьої частини проєкту «ЩОДЕННИК», ідейний натхненник проєкту «Щоденник. Re: make».